# Jegor Romanowitsch Danilkin
Jegor Romanowitsch Danilkin (russisch Егор Романович Данилкин; * 1. August 1995 in Wladimir) ist ein russischer Fußballspieler.

## Karriere
Danilkin begann seine Karriere beim FK Dynamo Moskau. Im März 2014 stand er gegen den FK Kuban Krasnodar erstmals im Kader der Profis. Im Mai 2015 gab er sein Debüt für Dynamo in der Premjer-Liga, als er am 28. Spieltag der Saison 2014/15 gegen Ural Jekaterinburg in der 38. Minute für Tomáš Hubočan eingewechselt wurde. Dies blieb sein einziger Saisoneinsatz. In der Saison 2015/16 kam er zu zwei Erstligaeinsätzen. Mit Dynamo stieg er allerdings zum Ende jener Saison aus der Premjer-Liga ab. Zur Saison 2016/17 rückte er in den Kader der neu geschaffenen drittklassigen Zweitmannschaft. Für Dynamo-2 absolvierte er 2016/17 15 Spiele in der Perwenstwo PFL. Nach der Saison 2016/17 verließ er Dynamo.
Nach einem halben Jahr ohne Verein schloss Danilkin sich im Januar 2018 dem Zweitligisten FK Chimki. Für Chimki kam er bis zum Ende der Saison 2017/18 zehnmal in der Perwenstwo FNL zum Einsatz. In der Saison 2018/19 kam er zu 32 Zweitligaeinsätzen. In der Saison 2019/20 absolvierte er bis zum Saisonabbruch 26 Partien für Chimki. Mit dem Verein stieg er zu Saisonende in die Premjer-Liga auf. In der Saison 2020/21 kam er dann zu 29 Einsätzen im Oberhaus. In der Saison 2021/22 absolvierte er 15 Partien, in der Saison 2022/23 kam er bis zur Winterpause fünfmal zum Zug.
Im Februar 2023 wechselte Danilkin zum Zweitligisten Wolga Uljanowsk.